# آموس جونز
آموس جونز (بالإنجليزية: Amos Jones)‏ هو لاعب كرة قدم أمريكية أمريكي، ولد في 31 ديسمبر 1959 في تالاهاسي في الولايات المتحدة.